# Shoshone (Idaho)
Shoshone is een plaats (city) in de Amerikaanse staat Idaho, en valt bestuurlijk gezien onder Lincoln County.

## Demografie
Bij de volkstelling in 2000 werd het aantal inwoners vastgesteld op 1398.
In 2006 is het aantal inwoners door het United States Census Bureau geschat op 1565, een stijging van 167 (11,9%).

## Geografie
Volgens het United States Census Bureau beslaat de plaats een oppervlakte van
2,5 km², geheel bestaande uit land. Shoshone ligt op ongeveer 1208 m boven zeeniveau.

## Plaatsen in de nabije omgeving
De onderstaande figuur toont nabijgelegen plaatsen in een straal van 36 km rond Shoshone.